# CEV Challenge Cup 2013–2014 (damer)
CEV Challenge Cup 2013–2014 utspelade sig mellan 19 november 2013 och 30 mars 2014. Det den den 34:e upplagan av CEV Challenge Cup (den sjunde under det nuvarande namnet). I turneringen deltog 44 lag. VK Zaretje Odintsovo vann tävlingen för första gången genom att besegra Beşiktaş JK i finalen. Natalja Malych utsågs till mest värdefulla spelare.

## Deltagande lag
| - VT Aurubis Hamburg - VV Alterno - AEK - OK Vizura - Bratislavský VK - VK Slávia EU Bratislava - ŽOK Jedinstvo Brčko - VK Královo Pole - Vasas SC - Bursa BBSK - Charleroi Volley | - CSV 2004 Tomis Constanța - Anorthosis Famagusta - ŽOK Gacko - Gödöllõ RC - TSV Hartberg - TI-Volley - Beşiktaş JK - LP Kangasala - OK Kamnik - Maccabi Haifa* - Asterix Kieldrecht | - Entente Sportive Le Cannet-Rocheville - Apollon Limassol - ASKÖ Linz-Steg - VC Mamer - OK Branik - VK Minsk - Volleyball Franches-Montagnes - ASPTT Mulhouse - NUC Volleyball - VK Zaretje Odintsovo - Hermes Volley Oostende | - VC Oudegem - OK Poreč - OPE Rethymno - VC Kanti - Sliedrecht Sport - Saint-Cloud Paris Stade Français - Stod IL - CSU Târgu Mureș - RSR Walfer - VC Weert - Impel Volleyball |

## Första omgången

### Match 1
| 20 november 2013 Športová hala Mladosť, Bratislava Speltid: 1h:04 - Åskådare: 300     | VK Slávia EU Bratislava | 3 - 0 | VC Mamer                      | 25-7, 25-19, 25-12                |
| 19 november 2013 Apollon Hall, Limassol Speltid: 1h:24 - Åskådare: 300                | Apollon Limassol        | 1 - 3 | Sliedrecht Sport              | 19-25, 15-25, 25-21, 19-25        |
| 20 november 2013 Bundesschulzentrum, Hartberg Speltid: 1h:39 - Åskådare: 500          | TSV Hartberg            | 1 - 3 | Gödöllõ RC                    | 25-23, 19-25, 19-25, 13-25        |
| 20 november 2013 CU Arena, Hamburg Speltid: 1h:52 - Åskådare: 656                     | VT Aurubis Hamburg      | 3 - 2 | VK Doprastav Bratislava       | 25-17, 23-25, 22-25, 25-18, 15-10 |
| 20 november 2013 Športna dvorana, Kamnik Speltid: 2h:12 - Åskådare: 200               | OK Kamnik               | 3 - 2 | Volleyball Franches-Montagnes | 25-23, 21-25, 21-25, 25-17, 15-13 |
| 21 november 2013 Hall Omnisport New, Walferdange Speltid: 1h:15 - Åskådare: 850       | RSR Walfer              | 3 - 0 | Anorthosis Famagusta          | 25-17, 25-18, 25-21               |
| 19 november 2013 Univerzalna sportska dvorana, Bileća Speltid: 1h:12 - Åskådare: 1000 | ŽOK Gacko               | 0 - 3 | Hermes Volley Oostende        | 18-25, 17-25, 20-25               |
| 20 november 2013 Melina Merkouri, Rethymno Speltid: 2h:03 - Åskådare: 1000            | OPE Rethymno            | 3 - 2 | Stod IL                       | 25-23, 20-25, 25-22, 17-25, 15-8  |
| 21 november 2013 HdS de la Riveraine, Neuchâtel Speltid: 2h:03 - Åskådare: 1320       | NUC Volleyball          | 2 - 3 | VV Alterno                    | 16-25, 25-17, 36-34, 16-25, 11-15 |
| 19 november 2013 Spiroudome, Charleroi Speltid: 1h:18 - Åskådare: 250                 | Charleroi Volley        | 0 - 3 | Beşiktaş JK                   | 17-25, 18-25, 18-25               |
| 20 november 2013 Vasas Csarnok, Budapest Speltid: 1h:15 - Åskådare: 800               | Vasas SC                | 3 - 0 | LP Kangasala                  | 25-16, 25-20, 25-17               |
| 27 november 2013 Palace of Sports, Minsk Speltid: 1h:07 - Åskådare: 1200              | VK Minsk                | 3 - 0 | TI-Volley                     | 25-19, 25-21, 25-16               |

### Match 2
| 27 november 2013 Nicolas Frantz, Mamer Speltid: 1h:13 - Åskådare: 350               | VC Mamer                      | 0 - 3 | VK Slávia EU Bratislava | 20-25, 19-25, 9-25         |
| 27 november 2013 Sporthal de Stoep, Sliedrecht Speltid: - Åskådare: -               | Sliedrecht Sport              | 3 - 0 | Apollon Limassol        | 25-5, 25-18, 25-24         |
| 27 november 2013 Szent Istvan Univ. SH, Gödöllő Speltid: 1h:07 - Åskådare: 200      | Gödöllõ RC                    | 3 - 0 | TSV Hartberg            | 25-18, 25-15, 25-18        |
| 26 november 2013 Inter Hala Pasienky, Bratislava Speltid: 1h:37 - Åskådare: 250     | VK Doprastav Bratislava       | 1 - 3 | VT Aurubis Hamburg      | 25-22, 17-25, 23-25, 16-25 |
| 27 november 2013 C. S. La Blancherie, Delémont Speltid: 1h:41 - Åskådare: 500       | Volleyball Franches-Montagnes | 1 - 3 | OK Kamnik               | 11-25, 14-25, 26-24, 23-25 |
| 26 november 2013 Anorthosis Famagusta S. C., Limassol Speltid: 1h:48 - Åskådare: 90 | Anorthosis Famagusta          | 1 - 3 | RSR Walfer              | 25-19, 10-25, 21-25, 22-25 |
| 27 november 2013 Mister V-Arena, Oostende Speltid: 1h:04 - Åskådare: 650            | Hermes Volley Oostende        | 3 - 0 | ŽOK Gacko               | 25-10, 25-18, 25-17        |
| 27 november 2013 Steinkjerhallen, Steinkjer Speltid: 0h:0 - Åskådare: 0             | Stod IL                       | 3 - 0 | OPE Rethymno            | 25-0, 25-0, 25-0           |
| 27 november 2013 Mheenhal, Apeldoorn Speltid: 1h:18 - Åskådare: 1000                | VV Alterno                    | 0 - 3 | NUC Volleyball          | 20-25, 21-25, 19-25        |
| 28 november 2013 Burhan Felek Spor Salonu, Istanbul Speltid: 1h:09 - Åskådare: 50   | Beşiktaş JK                   | 3 - 0 | Charleroi Volley        | 25-19, 25-13, 25-19        |
| 27 november 2013 Pitkäjärven Koulu, Kangasala Speltid: 1h:45 - Åskådare: 311        | LP Kangasala                  | 1 - 3 | Vasas SC                | 25-21, 17-25, 20-25, 23-25 |
| 20 november 2013 Universitätssporthalle, Innsbruck Speltid: 1h:13 - Åskådare: 287   | TI-Volley                     | 0 - 3 | VK Minsk                | 23-25, 10-25, 19-25        |

### Kvalificerade lag
| - VT Aurubis Hamburg - VK Slávia EU Bratislava - Vasas SC - Gödöllõ RC - OK Kamnik - Beşiktaş JK | - VK Minsk - NUC Volleyball - Hermes Volley Oostende - Sliedrecht Sport - Stod IL - RSR Walfer |

## Sextondelsfinaler

### Match 1
| 11 december 2013 Volleyball-Sports Complex, Odintsovo Speltid: 1h:05 - Åskådare: 1000  | VK Zaretje Odintsovo             | 3 - 0 | VK Královo Pole                       | 25-13, 25-14, 25-18               |
| 10 december 2013 Sportna Dvorana Ljudski Vrt, Maribor Speltid: 1h:53 - Åskådare: 300   | OK Branik                        | 3 - 2 | VK Slávia EU Bratislava               | 22-25, 21-25, 25-22, 25-16, 15-11 |
| 11 december 2013 Sporthal de Stoep, Sliedrecht Speltid: 1h:13 - Åskådare: 950          | Sliedrecht Sport                 | 3 - 0 | AEK                                   | 25-12, 25-22, 25-19               |
| 12 december 2013 Ben Tsvi Hall, Haifa Speltid: 1h:59 - Åskådare: 100                   | Maccabi Haifa                    | 2 - 3 | Gödöllõ RC                            | 25-22, 16-25, 26-24, 18-25, 11-25 |
| 11 december 2013 CU Arena, Hamburg Speltid: 0h:56 - Åskådare: 608                      | VT Aurubis Hamburg               | 3 - 0 | OK Poreč                              | 25-11, 25-14, 25-10               |
| 11 december 2013 Športna dvorana, Kamnik Speltid: 1h:07 - Åskådare: 100                | OK Kamnik                        | 3 - 0 | ASKÖ Linz-Steg                        | 25-15, 25-13, 25-16               |
| 11 december 2013 Palais des Sports, Mulhouse Speltid: 1h:02 - Åskådare: 1520           | ASPTT Mulhouse                   | 3 - 0 | RSR Walfer                            | 25-12, 25-14, 25-11               |
| 12 december 2013 Sala Sporturilor, Târgu Mureș Speltid: 1h:10 - Åskådare: 1050         | CSU Târgu Mureș                  | 3 - 0 | Asterix Kieldrecht                    | 25-19, 25-21, 25-17               |
| 11 december 2013 Hala Orbita, Wrocław Speltid: 1h:00 - Åskådare: 950                   | Impel Volleyball                 | 3 - 0 | VC Oudegem                            | 25-10, 25-20, 25-7                |
| 12 december 2013 Sporthal Aan De Bron, Weert Speltid: 1h:21 - Åskådare: 250            | VC Weert                         | 0 - 3 | Hermes Volley Oostende                | 23-25, 23-25, 26-28               |
| 10 december 2013 Salle Marcadet, Paris Speltid: 2h:04 - Åskådare: 750                  | Saint-Cloud Paris Stade Français | 2 - 3 | Stod IL                               | 22-25, 25-19, 25-18, 21-25, 9-15  |
| 12 december 2013 HDS de la Riveraine, Neuchâtel Speltid: 1h:05 - Åskådare: 975         | NUC Volleyball                   | 3 - 0 | ŽOK Jedinstvo Brčko                   | 25-15, 25-7, 26-24                |
| 11 december 2013 Hala Sportova, Belgrad Speltid: 1h:15 - Åskådare: 1050                | OK Vizura                        | 3 - 0 | Beşiktaş JK                           | 25-20, 25-20, 25-17               |
| 10 december 2013 Vasas Sportcsarnok, Budapest Speltid: 1h:44 - Åskådare: 600           | Vasas SC                         | 1 - 3 | VC Kanti                              | 21-25, 26-28, 25-21, 15-25        |
| 11 december 2013 Palace of Sports, Minsk Speltid: 0h:55 - Åskådare: 500                | VK Minsk                         | 3 - 0 | CSV 2004 Tomis Constanța              | 25-9, 25-11, 25-11                |
| 10 december 2013 Cengiz Göllü Kapalı Spor Salonu, Bursa Speltid: 1h:33 - Åskådare: 500 | Bursa BBSK                       | 3 - 1 | Entente Sportive Le Cannet-Rocheville | 25-8, 23-25, 25-14, 25-22         |

### Match 2
| 17 december 2013 Mestska Hala Vodova, Brno Speltid: 1h:29 - Åskådare: 250           | VK Královo Pole                       | 0 - 3 | VK Zaretje Odintsovo             | 21-25, 15-25, 18-25                               |
| 17 december 2013 Športová hala Mladosť, Bratislava Speltid: 1h:11 - Åskådare: 120   | VK Slávia EU Bratislava               | 0 - 3 | OK Branik                        | 18-25, 17-25, 26-28                               |
| 18 december 2013 P. Gazgas Competition Hall, Aten Speltid: 2h:16 - Åskådare: 600    | AEK                                   | 3 - 1 | Sliedrecht Sport                 | 25-23, 25-21, 23-25, 27-25 Golden set 14-16       |
| 18 december 2013 Szent Istvan Universaty SH, Gödöllő Speltid: 2h:32 - Åskådare: 200 | Gödöllõ RC                            | 2 - 3 | Maccabi Haifa                    | 18-25, 26-24, 23-25, 25-21, 15-17 Golden set 8-15 |
| 18 december 2013 SRC Veli Jože, Parenzo Speltid: 1h:57 - Åskådare: 400              | OK Poreč                              | 3 - 1 | VT Aurubis Hamburg               | 25-22, 25-20, 19-25, 25-18 Golden set 15-10       |
| 18 december 2013 Georg von Peuerbach Gymnasium, Linz Speltid: 1h:36 - Åskådare: 200 | ASKÖ Linz-Steg                        | 1 - 3 | OK Kamnik                        | 26-24, 17-25, 18-25, 19-25                        |
| 19 december 2013 Hall Omnisport New, Walferdange Speltid: 1h:02 - Åskådare: 400     | RSR Walfer                            | 0 - 3 | ASPTT Mulhouse                   | 11-25, 14-25, 6-25                                |
| 18 december 2013 De Meerminnen, Beveren Speltid: 1h:32 - Åskådare: 450              | Asterix Kieldrecht                    | 3 - 0 | CSU Târgu Mureș                  | 25-19, 25-15, 25-19 Golden set 9-15               |
| 19 december 2013 Sporthal Sint-Gillis, Dendermonde Speltid: 1h:10 - Åskådare: 420   | VC Oudegem                            | 0 - 3 | Impel Volleyball                 | 18-25, 10-25, 23-25                               |
| 18 december 2013 Mister V-Arena, Oostende Speltid: 1h:43 - Åskådare: 400            | Hermes Volley Oostende                | 3 - 2 | VC Weert                         | 20-25, 21-25, 25-16, 25-17, 15-8                  |
| 18 december 2013 Steinkjerhallen, Steinkjer Speltid: 1h:42 - Åskådare: 500          | Stod IL                               | 1 - 3 | Saint-Cloud Paris Stade Français | 25-15, 16-25, 20-25, 15-25                        |
| 17 december 2013 Sportska Dvorana Magnet, Brčko Speltid: 1h:48 - Åskådare: 650      | ŽOK Jedinstvo Brčko                   | 3 - 1 | NUC Volleyball                   | 25-9, 13-25, 25-21, 25-22 Golden set 15-13        |
| 18 december 2013 Burhan Felek Spor Salonu, Istanbul Speltid: 1h:27 - Åskådare: 200  | Beşiktaş JK                           | 3 - 0 | OK Vizura                        | 25-16, 25-23, 25-15 Golden set 15-6               |
| 18 december 2013 BBC Arena, Sciaffusa Speltid: 1h:10 - Åskådare: 515                | VC Kanti                              | 3 - 0 | Vasas SC                         | 25-17, 25-17, 25-23                               |
| 19 december 2013 Sala Sporturilor, Constanța Speltid: 1h:03 - Åskådare: 250         | CSV 2004 Tomis Constanța              | 0 - 3 | VK Minsk                         | 12-25, 11-25, 10-25                               |
| 17 december 2013 Gymnase Maillan, Le Cannet Speltid: 1h:41 - Åskådare: 426          | Entente Sportive Le Cannet-Rocheville | 3 - 0 | Bursa BBSK                       | 25-23, 25-20, 25-18 Golden set 15-8               |

### Kvalificerade lag
| - ŽOK Jedinstvo Brčko - Maccabi Haifa - OK Kamnik - Beşiktaş JK - Entente Sportive Le Cannet-Rocheville - OK Branik - VK Minsk - ASPTT Mulhouse | - VK Zaretje Odintsovo - Hermes Volley Oostende - OK Poreč - VC Kanti - Sliedrecht Sport - Saint-Cloud Paris Stade Français - CSU Târgu Mureș - Impel Volleyball |

## Åttondelsfinaler

### Match 1
| 15 januari 2014 Volleyball-Sports Complex, Odintsovo Speltid: 1h:30 - Åskådare: 600 | VK Zaretje Odintsovo             | 3 - 1 | OK Branik                             | 19-25, 25-17, 25-8, 25-20         |
| 14 januari 2014 Ben Tsvi Hall, Haifa Speltid: 1h:03 - Åskådare: 150                 | Maccabi Haifa                    | 0 - 3 | Sliedrecht Sport                      | 18-25, 14-25, 11-25               |
| 15 januari 2014 Športna dvorana, Kamnik Speltid: 1h:11 - Åskådare: 250              | OK Kamnik                        | 3 - 0 | OK Poreč                              | 25-18, 25-17, 25-18               |
| 15 januari 2014 Sala Sporturilor, Târgu Mureș Speltid: 1h:59 - Åskådare: 1100       | CSU Târgu Mureș                  | 3 - 2 | ASPTT Mulhouse                        | 25-20, 25-20, 18-25, 22-25, 15-12 |
| 16 januari 2014 Mister V-Arena, Oostende Speltid: 1h:12 - Åskådare: 550             | Hermes Volley Oostende           | 0 - 3 | Impel Volleyball                      | 17-25, 17-25, 10-25               |
| 14 januari 2014 Salle Marcadet, Paris Speltid: 1h:09 - Åskådare: 316                | Saint-Cloud Paris Stade Français | 3 - 0 | ŽOK Jedinstvo Brčko                   | 25-15, 25-14, 25-16               |
| 15 januari 2014 Burhan Felek Spor Salonu, Istanbul Speltid: 1h:10 - Åskådare: 250   | Beşiktaş JK                      | 3 - 0 | VC Kanti                              | 25-16, 25-22, 25-14               |
| 15 januari 2014 Palace of Sports, Minsk Speltid: 1h:39 - Åskådare: 850              | VK Minsk                         | 3 - 1 | Entente Sportive Le Cannet-Rocheville | 18-25, 25-19, 25-13, 25-22        |

### Match 2
| 22 januari 2014 Sportna Dvorana Ljudski Vrt, Maribor Speltid: 1h:28 - Åskådare: 200 | OK Branik                             | 0 - 3 | VK Zaretje Odintsovo             | 21-25, 25-27, 20-25                          |
| 22 januari 2014 Sporthal de Stoep, Sliedrecht Speltid: 0h:59 - Åskådare: 1050       | Sliedrecht Sport                      | 3 - 0 | Maccabi Haifa                    | 25-22, 25-14, 25-9                           |
| 22 januari 2014 SRC Veli Jože, Parenzo Speltid: 2h:04 - Åskådare: 800               | OK Poreč                              | 2 - 3 | OK Kamnik                        | 25-27, 25-23, 19-25, 25-23, 10-15            |
| 22 januari 2014 Palais des Sports, Mulhouse Speltid: 1h:41 - Åskådare: 1800         | ASPTT Mulhouse                        | 3 - 1 | CSU Târgu Mureș                  | 22-25, 25-18, 29-27, 25-16                   |
| 22 januari 2014 Hala Orbita, Wrocław Speltid: 1h:10 - Åskådare: 600                 | Impel Volleyball                      | 3 - 0 | Hermes Volley Oostende           | 25-20, 25-17, 25-12                          |
| 22 januari 2014 Sportska Dvorana Magnet, Brčko Speltid: 2h:08 - Åskådare: 1120      | ŽOK Jedinstvo Brčko                   | 2 - 3 | Saint-Cloud Paris Stade Français | 25-23, 17-25, 23-25, 25-18, 4-15             |
| 23 januari 2014 BBC Arena, Sciaffusa Speltid: 1h:10 - Åskådare: 632                 | VC Kanti                              | 0 - 3 | Beşiktaş JK                      | 15-25, 15-25, 20-25                          |
| 22 januari 2014 Gymnase Maillan, Le Cannet Speltid: 2h:03 - Åskådare: 800           | Entente Sportive Le Cannet-Rocheville | 3 - 1 | VK Minsk                         | 25-11, 25-21, 28-30, 25-11 Golden set: 15-10 |

### Kvalificerade lag
- Beşiktaş JK
- OK Kamnik
- Entente Sportive Le Cannet-Rocheville
- ASPTT Mulhouse
- VK Zaretje Odintsovo
- Sliedrecht Sport
- Saint-Cloud Paris Stade Français
- Impel Volleyball

## Kvartsfinaler

### Match 1
| 5 februari 2014 Volleyball-Sports Complex, Odintsovo Speltid: 1h:05 - Åskådare: 600 | VK Zaretje Odintsovo                  | 3 - 0 | Sliedrecht Sport | 25-15, 25-11, 25-12               |
| 4 februari 2014 Športna dvorana, Kamnik Speltid: 1h:39 - Åskådare: 250              | OK Kamnik                             | 1 - 3 | ASPTT Mulhouse   | 22-25, 25-13, 14-25, 22-25        |
| 4 februari 2014 Salle Marcadet, Paris Speltid: 2h:18 - Åskådare: 300                | Saint-Cloud Paris Stade Français      | 3 - 2 | Impel Volleyball | 32-30, 18-25, 25-22, 22-25, 15-12 |
| 6 februari 2014 Gymnase Maillan, Le Cannet Speltid: 1h:31 - Åskådare: 500           | Entente Sportive Le Cannet-Rocheville | 3 - 0 | Beşiktaş JK      | 30-28, 25-20, 25-19               |

### Match 2
| 12 februari 2014 Sporthal de Stoep, Sliedrecht Speltid: 1h:10 - Åskådare: 1080     | Sliedrecht Sport | 0 - 3 | VK Zaretje Odintsovo                  | 18-25, 18-25, 20-25                  |
| 11 februari 2014 Palais des Sports, Mulhouse Speltid: 1h:11 - Åskådare: 3300       | ASPTT Mulhouse   | 3 - 0 | OK Kamnik                             | 25-10, 25-12, 26-24                  |
| 12 februari 2014 Hala Orbita, Wrocław Speltid: 1h:41 - Åskådare: 1471              | Impel Volleyball | 3 - 1 | Saint-Cloud Paris Stade Français      | 25-18, 25-21, 15-25, 25-16           |
| 13 februari 2014 Burhan Felek Spor Salonu, Istanbul Speltid: 1h:23 - Åskådare: 200 | Beşiktaş JK      | 3 - 0 | Entente Sportive Le Cannet-Rocheville | 25-20, 25-14, 25-20 Golden set: 15-8 |

### Kvalificerade lag
- Beşiktaş JK
- ASPTT Mulhouse
- VK Zaretje Odintsovo
- Impel Volleyball

## Semifinaler

### Match 1
| 25 februari 2014 Volleyball-Sports Complex, Odintsovo Speltid: 1h:52 - Åskådare: 620 | VK Zaretje Odintsovo | 3 - 2 | ASPTT Mulhouse | 25-18, 23-25, 25-17, 22-25, 15-7 |
| 26 februari 2014 hala Orbita, Wrocław Speltid: 1h:53 - Åskådare: 1000                | Impel Volleyball     | 1 - 3 | Beşiktaş JK    | 25-18, 20-25, 22-25, 16-25       |

### Match 2
| 1º mars 2014 Palais des Sports, Mulhouse Speltid: 1h:27 - Åskådare: 3500      | ASPTT Mulhouse | 0 - 3 | VK Zaretje Odintsovo | 21-25, 21-25, 23-25              |
| 2 mars 2014 Burhan Felek Spor Salonu, Istanbul Speltid: 2h:10 - Åskådare: 950 | Beşiktaş JK    | 2 - 3 | Impel Volleyball     | 27-25, 20-25, 21-25, 25-22, 9-15 |

### Kvalificerade lag
- Beşiktaş JK
- VK Zaretje Odintsovo

## Final

### Match 1
| 27 mars 2014 Volleyball-Sports Complex, Odintsovo Speltid: 2h:03 - Åskådare: 2700 | VK Zaretje Odintsovo | 3 - 2 | Beşiktaş JK | 23-25, 25-19, 14-25, 25-18, 15-10 |

### Match 2
| 30 mars 2014 Burhan Felek Spor Salonu, Istanbul Speltid: 1h:58 - Åskådare: 2435 | Beşiktaş JK | 1 - 3 | VK Zaretje Odintsovo | 23-25, 25-23, 23-25, 19-25 |

### Mästare
- VK Zaretje Odintsovo